# Karol Sidor
Karol Sidor (Ružomberok, 16 de julio de 1901-Montreal, 20 de octubre de 1953) fue un político y periodista eslovaco, primer líder de la Guardia de Hlinka y embajador ante la Santa Sede.

## Biografía
Era oriundo de Ružomberok, imperio austrohúngaro, donde había nacido el 16 de julio de 1901. Destacado por sus posiciones filopolacas, fue editor jefe de Slóvak en la década de 1930 y el lugarteniente y confidente de Andrej Hlinka en el Partido Popular Eslovaco.
En marzo de 1937 solicitó al parlamento checoslovaco la expulsión a Siberia de los judíos de Checoslovaquia. Sidor, que fracasó en el intento de convertirse en el sucesor de Hlinka al mando del partido a la muerte de este —fue a la postre Josef Tiso—, se convirtió sin embargo en el primer comandante de la Guardia de Hlinka en octubre de 1938.
Al ser elegido Emil Hácha presidente de la república de Checoslovaquia en noviembre de 1938, este último nombró a Sidor ministro de Asuntos Eslovacos además de segundo del nuevo jefe de gobierno Rudolf Beran. Nombrado jefe de gobierno autónomo de Eslovaquia el 11 de marzo de 1939, Sidor, que había rechazado la colaboración con los nazis —se negó a declarar el estado eslovaco independiente el 12 de marzo— dimitió en marzo de 1939 como líder de la Guardia de Hlinka y fue sucedido por Alexander Mach.
Ejerció el cargo de embajador de Eslovaquia en el Vaticano desde 1939 —tras la declaración de independencia del Estado Eslovaco— hasta 1945.
Protegido por la Santa Sede, Sidor, que en 1946 se encontraba escondido en España, se exilió en Norteamérica, y falleció en Montreal, Canadá, el 20 de octubre de 1953.